# Établissements Heinis
Établissements Charles Heinis war ein französischer Hersteller von Automobilen.

## Unternehmensgeschichte
Charles Heinis gründete 1925 das Unternehmen in Neuilly-sur-Seine zur Produktion von Automobilen und Getrieben. Der Markenname lautete Heinis. Etwa 1930 endete die Produktion. Insgesamt entstanden nur wenige Fahrzeuge.

## Fahrzeuge
Im Angebot standen verschiedene Modelle. In vielen Fällen kamen Einbaumotoren von anderen Motorenhersteller zum Einsatz. Zur Wahl standen Vierzylindermotoren von S.C.A.P. mit 1100 cm³, 1170 cm³ und 1690 cm³ Hubraum. Außerdem gab es ein Modell mit einem Reihen-Achtzylindermotor von Lycoming mit 5000 cm³ Hubraum. Selbst konstruierte Motoren verfügten über OHC-Ventilsteuerung.